# اورارا، پاکستان
اورارا (به انگلیسی: Orara) یک شهر در پاکستان است که در پنجاب واقع شده‌است.